# زن البايثون
زِنْ البايثون هي مجموعة من تسعة عشر «مبدءاً توجيهياً» لكتابة برامج الكمبيوتر التي تؤثر على تصميم لغة برمجة بايثون. كتب مهندس البرمجيات تيم بيترز هذه المجموعة من المبادئ ونشرها على قائمة بايثون البريدية في عام 1999. تركت قائمة بيترز مفتوحة للمبدأ العشرين ليقوم بملئه جايدو، في إشارة إلى جايدو ڤان روسم، المؤلف الأصلي للغة بايثون. ولكن لم يتم ملء المبدأ العشرين.
أدرجت هذه المبادئ كالرقم 20 في اقتراحات تعزيز لغة بايثون الرسمية، والتي تم إصدارها في المجال العام PEP20. يتم تضمينها أيضًا باعتبارها بيضة عيد الفصح في مترجم بايثون والتي يمكن عرضها عن طريق إدخال import this.

## المبادئ

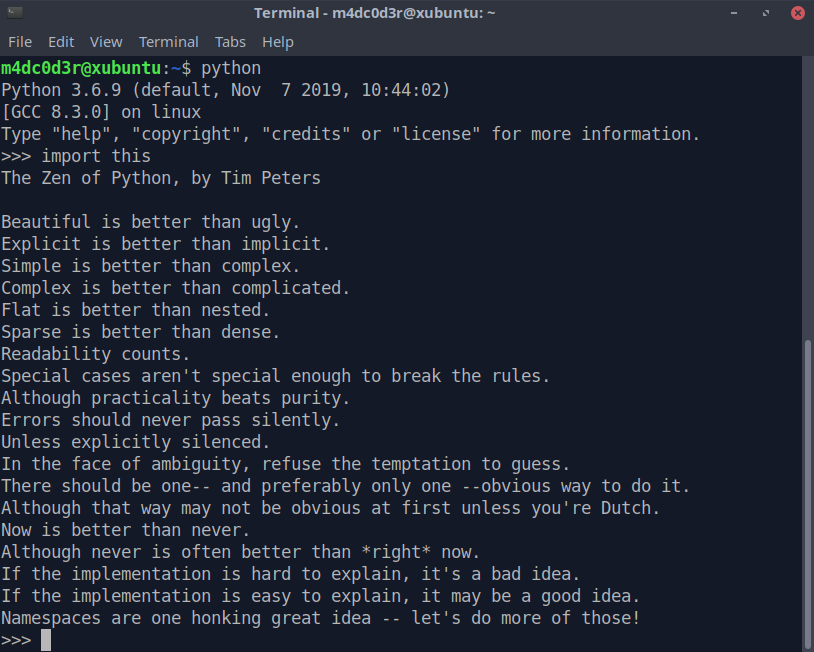
زن البايثون

يتم طبع المبادئ على النحو التالي: 
الجميل خير من القبيح.
الصريح أفضل من الضمني.
البسيط أفضل من المركب.
المركب أفضل من المعقد.
المسطح أفضل من المتداخل.
المتفرق أفضل من الكثيف.
تهم القراءة.
الحالات الخاصة ليست خاصة بما فيه الكفاية لخرق القواعد.
بالرغم من أن التطبيق العملي يفوز على النقاء.
لا يجب تمرير الأخطاء بسهولة.
ما لم يتم إسكاتها صراحة.
في مواجهة الغموض، أرفض إغراء التخمين.
يجب أن يكون هناك طريقة واحدة - ويفضل أن تكون واحدة - طريقة واضحة للقيام بذلك.
على الرغم من أن هذه الطريقة قد لا تكون واضحة في البداية إلا إذا كنت هولنديا.
الآن أفضل من عدمه.
على الرغم من أن أبدا هو في كثير من الأحيان أفضل من الآن.
إذا كان من الصعب شرح التنفيذ، فهذه فكرة سيئة.
إذا كان التنفيذ سهل الشرح، فقد تكون فكرة جيدة.

مساحات الأسماء هي فكرة صارخة رائعة - دعنا نفعل المزيد منها !

## روابط خارجية
- PEP20 على موقع بيثون